# Le Cuisinier français
Le Cuisinier français est la cent treizième histoire de la série Lucky Luke par Morris, Achdé et Claude Guylouis. Elle est publiée en 2003 dans un album promotionnel qui était offert à l'achat d'une autre BD[Laquelle ?].

## Synopsis
Un cuisinier français qui essaye de s'installer dans l'Ouest se heurte à quelques obstacles. Heureusement Lucky Luke vient à son secours.